# Copidognathus pasticus
Copidognathus pasticus är en kvalsterart som beskrevs av Newell 1971. Copidognathus pasticus ingår i släktet Copidognathus och familjen Halacaridae. Inga underarter finns listade i Catalogue of Life.